# Монтаруп, Орельен
Орелье́н Монтару́п (фр. Aurélien Montaroup; 19 декабря 1985, Ренн, Франция) — французский футболист, защитник клуба «Ренн».

## Карьера
Воспитанник футбольной школы клуба «Ренн». В 2000—2005 годах выступал за юношеские команды клуба, в 2003-м в составе команды футболистов не старше 18 лет выиграл Кубок Гамбарделлы — чемпионат Франции среди юношеских команд. В 2005 году пробовался в клубе «Дижон», выступавшем во второй лиге первенства Франции, выходил на поле в шести матчах. Затем на протяжении четырёх лет выступал в командах из низших национальных дивизионов. В ноябре 2008 года подписал контракт с клубом «Динамо» (Минск), став первым французским игроком в национальном первенстве Белоруссии. В начале января 2012 года официально перешёл во французский «Кан».
В 2014 вернулся в клуб «Кретей», который играет в Лиге 2.

## Достижения
- Серебряный призёр чемпионата Белоруссии (1): 2009